# Marcia Fudge
Marcia Louise Fudge, född 29 oktober 1952 i Cleveland, Ohio, är en amerikansk demokratisk politiker och advokat. Hon var USA:s bostadsminister från 2021 till 2024. Hon representerade delstaten Ohios 11:e distrikt i USA:s representanthus från 19 november 2008 till 2021.

## Biografi
Fudge avlade 1975 grundexamen vid Ohio State University och 1983 juristexamen vid Cleveland Marshall College of Law.
Fudge var borgmästare i Warrensville Heights 2000–2008. Kongressledamoten Stephanie Tubbs Jones avled 2008 i ämbetet, och Fudge vann fyllnadsvalet för att få efterträda Jones. Hon valdes dessutom till den följande tvååriga mandatperioden.
Den 9 december 2020 meddelade USA:s blivande president Joe Biden att han skulle nominera Fudge till bostadsminister. Hon tillträdde på ministerposten 10 mars 2021.